# Puplinge
Puplinge ist eine politische Gemeinde des Kantons Genf in der Schweiz.
Die Gemeinde umfasst das Strassendorf Puplinge und den Weiler Cornière.

## Geschichte
Puplinge gehörte vom Ende des 14. Jahrhunderts an bis 1792 zu Savoyen mit einem Unterbruch zu Reformationszeiten von 1536 bis 1567, als es zu Bern gehörte. 1792 bis 1816 gehörte Puplinge mit Presinge zu Frankreich. Zwischen 1816 und 1850 bildeten Puplinge und Presinge eine einzige Gemeinde.
1977 wurde in Puplinge das Gefängnis Champ-Dollon eröffnet.

## Bevölkerung

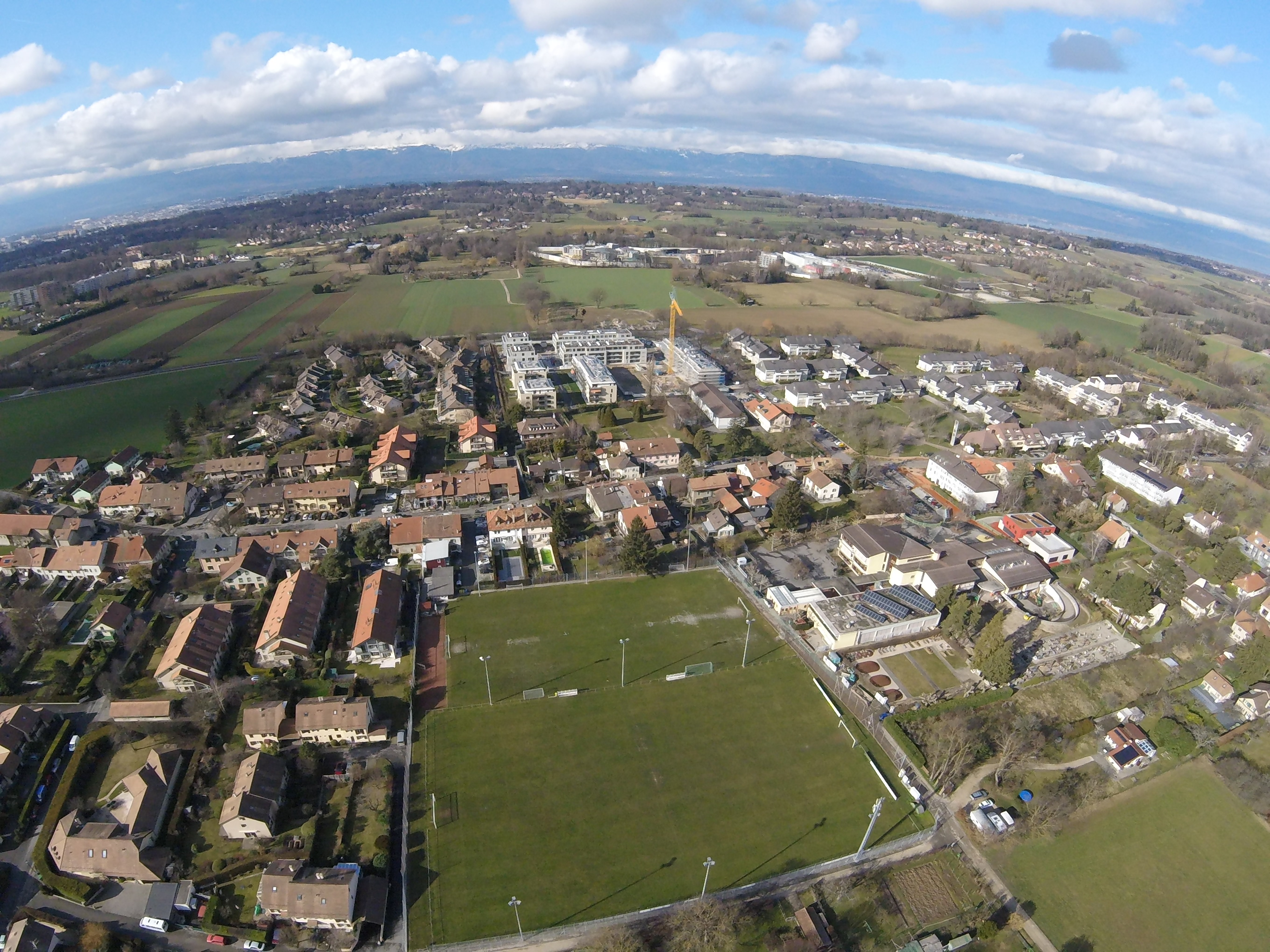
Puplinge, Luftaufnahme

| Bevölkerungsentwicklung | Bevölkerungsentwicklung | Bevölkerungsentwicklung | Bevölkerungsentwicklung | Bevölkerungsentwicklung | Bevölkerungsentwicklung | Bevölkerungsentwicklung | Bevölkerungsentwicklung | Bevölkerungsentwicklung | Bevölkerungsentwicklung | Bevölkerungsentwicklung | Bevölkerungsentwicklung | Bevölkerungsentwicklung | Bevölkerungsentwicklung |
| ----------------------- | ----------------------- | ----------------------- | ----------------------- | ----------------------- | ----------------------- | ----------------------- | ----------------------- | ----------------------- | ----------------------- | ----------------------- | ----------------------- | ----------------------- | ----------------------- |
| Jahr                    | 1860                    | 1900                    | 1930                    | 1950                    | 1960                    | 1990                    | 2000                    | 2010                    | 2012                    | 2014                    | 2015                    | 2016                    | 2017                    |
| Einwohner               | 291                     | 267                     | 246                     | 274                     | 342                     | 2209                    | 2258                    | 2031                    | 2041                    | 2043                    | 2122                    | 2345                    | 2401                    |